# Comuna de Wąsos
Wąsosz (polaco: Gmina Wąsosz) é uma gminy (comuna) na Polónia, na voivodia de Podláquia e no condado de Grajewski. A sede do condado é a cidade de Wąsosz.
De acordo com os censos de 2004, a comuna tem 4062 habitantes, com uma densidade 34,4 hab/km².

## Área
Estende-se por uma área de 117,92 km², incluindo:
- área agrícola: 72%
- área florestal: 21%

## Demografia
Dados de 30 de Junho 2004:
|                      | Total   | Total | Mulheres | Mulheres | Homens  | Homens |
| -------------------- | ------- | ----- | -------- | -------- | ------- | ------ |
|                      | pessoas | %     | pessoas  | %        | pessoas | %      |
| População            | 4062    | 100   | 1986     | 48,9     | 2076    | 51,1   |
| Densidade (pop./km²) | 34,4    | 100   | 16,8     | 16,8     | 17,6    | 17,6   |

De acordo com dados de 2002, o rendimento médio per capita ascendia a 1471,68 zł.

## Comunas vizinhas
- Grabowo, Grajewo, Przytuły, Radziłów, Szczuczyn